# Leporellus pictus
Leporellus pictus és una espècie de peix tropical d'aigua dolça de la família dels anostòmids i de l'ordre dels caraciformes.
Viu en zones de clima tropical a les conques dels rius Paranà i São Francisco a Sud-amèrica.